# Măgurele
Măgurele és una ciutat situada al sud-oest del comtat d'Ilfov, Muntènia (Romania). La seva població és de 9.200 habitants. La ciutat administra quatre pobles: Alunișu, Dumitrana, Pruni i Vârteju.
La ciutat acull un laboratori d'investigació nuclear, l'Institut de Física Atòmica (IFA) i el seu Institut Nacional de Física i Enginyeria Nuclear (IFIN-HH). Entre el 1957 i el 1998 tenia un reactor soviètic de recerca VVRS, ara tancat. La facultat de física de la Universitat de Bucarest també es troba a Măgurele.
Segons un comunicat de premsa del govern romanès, el projecte del sistema làser d'alta potència (HPLS) del Centre d'Infraestructura de Llum Extrema - Física Nuclear va aconseguir la potència de 10 petawatts el 7 de març de 2019 i es va convertir en el làser més potent del món.
El seu nom deriva d'una paraula romanesa possiblement d'origen dàcic, măgură, que significa "turó".
Al cens del 2011, el 92,68% de la població es declarava romanesa i l'1,93% com a gitana (el 0,28% declarava una altra ètnia i el 5,09% no declarava una ètnia).

## Enllaços externs

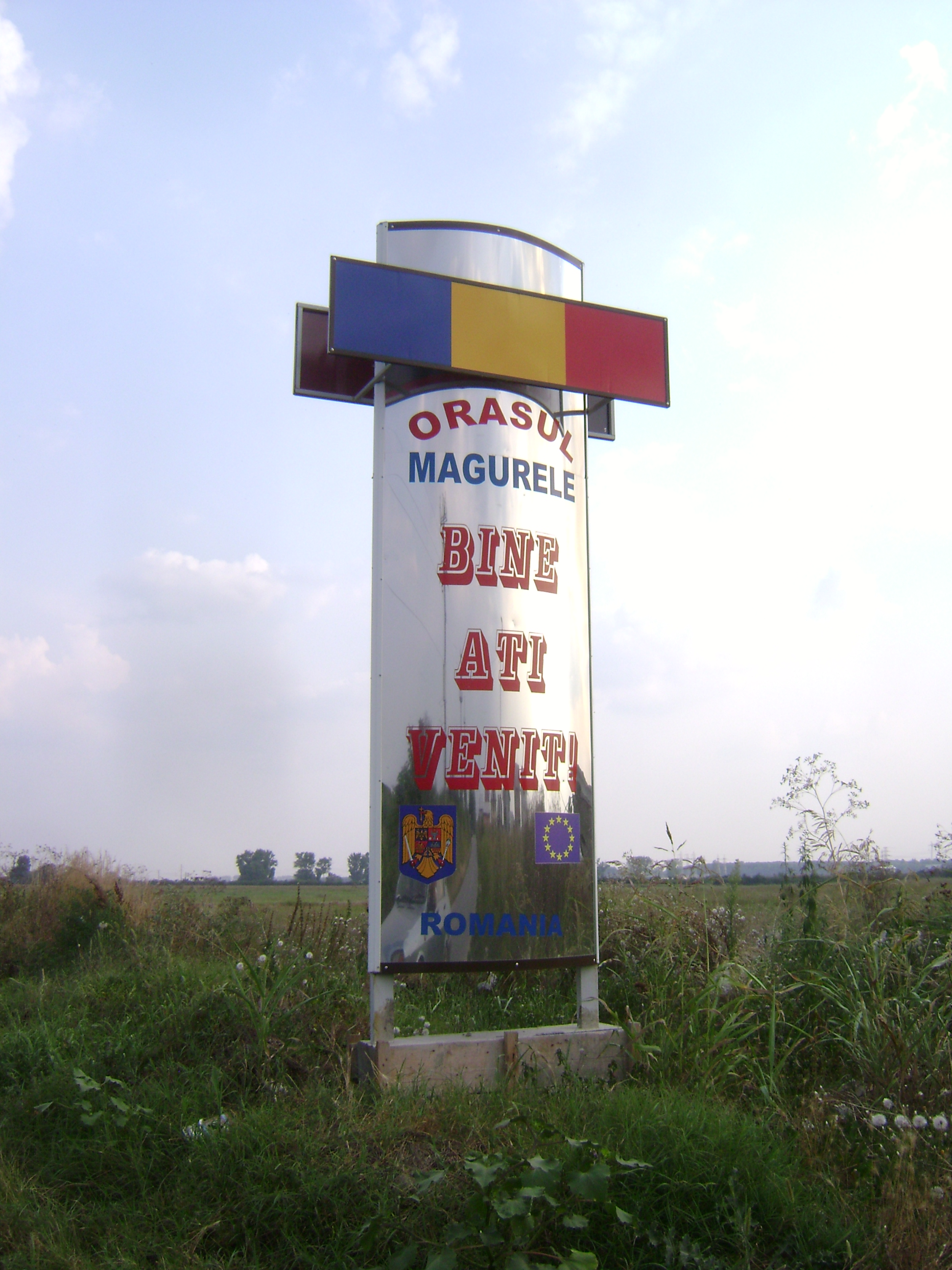
Cartell de benvinguda a l'entrada sud de la ciutat

## Fills il·lustres
- George Anania
- Augustin Deleanu